# Social Finance (США)
Social Finance US (или Social Finance, Inc.) — американская дочерняя структура британской некоммерческой организации Social Finance UK, которая через партнёрские отношения с правительственными организациями, коммерческими структурами и социальным сектором ищет новые способы решения социальных проблем. Social Finance US основана в начале 2011 года, базируется в Бостоне. Организация консультирует заказчиков, запускает и развивает социальные проекты, анализирует рентабельность, управляет проектами в сфере применения социальных облигаций, оценивает результаты деятельности проектов (заказчиками выступают как правительственные структуры, так и частные социальные инвесторы и различные провайдеры услуг).
Основателями Social Finance US выступили Дэвид Блуд, сэр Рональд Коэн и Трейси Паланджян (ранее работала в The Parthenon Group, Wellington Management Company и McKinsey & Company). Организация тесно сотрудничает с родственными структурами Social Finance UK и Social Finance Israel, но все они финансируются и управляются независимо друг от друга. В совет директоров Social Finance US входят представители Mariner Investment Group, Case Foundation, Generation Investment Management, Wellington Management Company, UBS Wealth Management, Global Impact Investing Network, Cambridge Associates, Bracebridge Capital и Big Society Capital.
Среди партнёров и спонсоров Social Finance US выделяются Сеть Омидьяра, Фонд Рокфеллера, The Boston Foundation, Pershing Square Foundation, Pershing Square Capital Management, The Parthenon Group, а также юридические фирмы Wilmer Cutler Pickering Hale and Dorr и Jones Day. 
Social Finance US работает по следующей схеме: частные инвесторы финансируют разработанные ею социальные программы, правительство возмещает им затраты при условии достижения ранее оговорённых результатов. Если программа не достигает тех результатов, которые ожидал заказчик, то правительство не обязано возмещать инвесторам затраты.

## Проекты
В 2012 году департамент труда штата Нью-Йорк выбрал Social Finance US в качестве посредника по подготовке заявления на федеральное финансирование социальных облигаций. В 2013 году штат Нью-Йорк одобрил в своем бюджете 30 млн долл. на поддержку социальных облигаций на последующие пять лет. Вскоре штат получил грант в размере 12 млн долл. от Министерства труда чтобы финансировать проект увеличения занятости и уменьшения рецидивизма среди 2 тыс. бывших заключённых (партнёрами проекта выступили Social Finance US и Center for Employment Opportunities).
В апреле 2013 года на средства гранта от фонда The California Endowment Social Finance US и организация Collective Health начали демонстрационный проект лечения астмы в калифорнийском городе Фресно. Этот двухлетний проект разработан, чтобы доказать эффективность инвестиций в лечение и профилактику астмы. Central California Asthma Collaborative и клиника Sierra Vista работают с бедными семьями 200 детей, больных астмой, чтобы оказать им помощь на дому, в том числе с помощью профилактики заболевания и просвещения родителей о вреде табачного дыма и пылевых клещей.